# Тесминецкий, Василий Петрович
Васи́лий Петро́вич Тесмине́цкий (род. 12 января 1979, село Малая Стратиевка, Винницкая область, Украина) — украинский борец вольного стиля, бронзовый призёр чемпионата мира (2005) и Европы (2009).